# Грембув (гмина)
Грембув (пол. Grębów) — сельская гмина (волость) в Польше, входит как административная единица в Тарнобжегский повет, Подкарпатское воеводство. Население — 9818 человек (на 2005 год).

## Демография
| Перепись                       | Всего   | Всего | Женщины | Женщины | Мужчины | Мужчины |
| ------------------------------ | ------- | ----- | ------- | ------- | ------- | ------- |
| Единицы                        | человек | %     | человек | %       | человек | %       |
| Население                      | 9666    | 100   | 4902    | 50,7    | 4764    | 49,3    |
| Плотность населения (чел./км²) | 51,9    | 51,9  | 26,3    | 26,3    | 25,6    | 25,6    |

## Поселения
1. Грембув
2. Ямница
3. Кравце
4. Порембы-Фурманьске
5. Стале
6. Выджа
7. Забрне
8. Жупава
9. Грондки
10. Конт
11. Нива
12. Новы-Грембув
13. Палендзе
14. Пясек
15. Рынек
16. Сокул
17. Шляхецка
18. Виры
19. Заполедник

## Соседние гмины
1. Гмина Боянув
2. Гмина Гожице
3. Гмина Нова-Демба
4. Сталёва-Воля
5. Тарнобжег
6. Гмина Залешаны